# Paardensport op de Paralympische Zomerspelen 2012
Op de XIVe Paralympische Zomerspelen die in 2012 werden gehouden in Londen, Verenigd Koninkrijk was paardensport een van de 20 sporten die werden beoefend.

## Evenementen
In totaal waren er elf onderdelen bij het paardrijden op de Paralympics in 2012. 
Verplichte kür
- Graad Ia
- Graad Ib
- Graad II
- Graad III
- Graad IV
- Team, open

Vrije kür
- Graad Ia
- Graad Ib
- Graad II
- Graad III
- Graad IV

## Verplichte kür
| \| Plak \| Land \| Punten \| \| ---- \| ------------------- \| ------- \| \| 1 \| Verenigd Koninkrijk \| 468.817 \| \| 2 \| Duitsland \| 440.970 \| \| 3 \| Ierland \| 428.313 \| |                     |         |
| Plak | Land                | Punten  |
| 1 | Verenigd Koninkrijk | 468.817 |
| 2 | Duitsland           | 440.970 |
| 3 | Ierland             | 428.313 |

### Individueel
| Klasse    | Punten | Land | Goud                | Paard              | Land | Zilver          | Paard       | Land | Brons            | Paard         |
| --------- | ------ | ---- | ------------------- | ------------------ | ---- | --------------- | ----------- | ---- | ---------------- | ------------- |
| Graad Ia  | 82.750 | GBR  | Sophie Christiansen | Janeiro 6          | IRL  | Helen Kearney   | Mister Cool | SGP  | Laurentia Tan    | Ruben James 2 |
| Graad Ib  | 75.826 | AUS  | Joann Formosa       | Worldwide PB       | GBR  | Lee Pearson     | Gentleman   | AUT  | Pepo Puch        | Fine Feeling  |
| Graad II  | 76.857 | GBR  | Natasha Baker       | Cabral             | GER  | Britta Napel    | Aquilina 3  | GER  | Angelika Trabert | Ariva-Avanti  |
| Graad III | 73.467 | GER  | Hannelore Brenner   | Women of the world | GBR  | Deborah Criddle | Ljt Akilles | DEN  | Annika Dalskov   | Aros a Fenris |
| Graad IV  | 77.065 | BEL  | Michèle George      | Rainman            | GBR  | Sophie Wells    | Pinocchio   | NED  | Frank Hosmar     | Alphaville    |

## Vrije kür
| Klasse    | Punten | Land | Goud                | Paard              | Land | Zilver            | Paard         | Land | Brons            | Paard         |
| --------- | ------ | ---- | ------------------- | ------------------ | ---- | ----------------- | ------------- | ---- | ---------------- | ------------- |
| Graad Ia  | 84.750 | GBR  | Sophie Christiansen | Janeiro 6          | SGP  | Laurentia Tan     | Ruben James 2 | IRL  | Helen Kearney    | Mister Cool   |
| Graad Ib  | 79.150 | AUT  | Pepo Puch           | Fine Feeling       | FIN  | Katja Karjalainen | Rosie         | GBR  | Lee Pearson      | Gentleman     |
| Graad II  | 82.800 | GBR  | Natasha Baker       | Cabral             | GER  | Britta Napel      | Aquilina 3    | GER  | Angelika Trabert | Ariva-Avanti  |
| Graad III | 81.700 | GER  | Hannelore Brenner   | Women of the world | GBR  | Deborah Criddle   | Ljt Akilles   | DEN  | Annika Dalskov   | Aros a Fenris |
| Graad IV  | 82.100 | BEL  | Michèle George      | Rainman            | GBR  | Sophie Wells      | Pinocchio     | NED  | Frank Hosmar     | Alphaville    |

## Medaillespiegel
| Plaats | Land                | NPC    | Goud | Zilver | Brons | Totaal |
| 1      | Verenigd Koninkrijk | GBR    | 5    | 5      | 1     | 11     |
| 2      | Duitsland           | GER    | 2    | 3      | 2     | 7      |
| 3      | België              | BEL    | 2    | 0      | 0     | 2      |
| 4      | Oostenrijk          | AUT    | 1    | 0      | 1     | 2      |
| 5      | Australië           | AUS    | 1    | 0      | 0     | 1      |
| 6      | Ierland             | IRL    | 0    | 1      | 2     | 3      |
| 7      | Singapore           | SIN    | 0    | 1      | 1     | 2      |
| 8      | Finland             | FIN    | 0    | 1      | 0     | 1      |
| 9      | Nederland           | NED    | 0    | 0      | 2     | 2      |
| 9      | Denemarken          | DEN    | 0    | 0      | 2     | 2      |
| Totaal | Totaal              | Totaal | 11   | 11     | 11    | 33     |

Atletiek · Bankdrukken · Basketbal · Blindenvoetbal · Boogschieten · Boccia · CP-voetbal · Goalball · Judo · Paardensport · Roeien · Rugby · Schermen · Schietsport · Tafeltennis · Tennis · Volleybal · Wielersport · Zeilen · Zwemmen
New York & Stoke Mandeville 1984 ·
Atlanta 1996 ·
Sydney 2000 ·
Athene 2004 ·
Peking 2008 ·
Londen 2012 ·
Rio de Janeiro 2016 ·
Tokio 2020 ·
Parijs 2024 ·
Los Angeles 2028